# Patrick Strzoda
Patrick Strzoda (n. 5 ianuarie 1952, Thann, région Alsace⁠(d), Franța) este un funcționar public francez de rang înalt, fost prefect și șef de cabinet al actualului președinte francez Emmanuel Macron la Palatul Élysée, precum și actualul reprezentant personal al acestuia în Andorra.

## Viața timpurie
Patrick Strzoda s-a născut la 5 ianuarie 1952, în Thann, Haut-Rhin, Franța. A absolvit Universitatea din Franche-Comté, unde a obținut o diplomă în limba engleză, și Universitatea din Strasbourg, unde a obținut o diplomă în drept. A absolvit Școala Națională de Administrație din Franța în 1983.

## Cariera
Strzoda a fost șeful de cabinet al prefectului din Dordogne în perioada 1985-1987. A fost subprefect al Saint-Jean-de-Maurienne din 1987 până în 1989 și secretar general al comitetului pentru Jocurile Olimpice de iarnă din 1992 din Albertville din 1989 până în 1992. A fost secretar general al prefecturii Drôme din Valence, Drôme din 1992 până în 1994 și subprefect al Arles din 1995 până în 1996. A fost director de informații și comunitate pentru Paris din 1996 până în 1997 și secretar general pentru afaceri regionale pentru prefectura Rhône-Alpes din 1997 până în 2002.
Strzoda a fost prefect al Hautes-Alpes din 2002 până în 2004, în Deux-Sèvres în 2005 și prefect la consiliul regional din Savoie din 2006 până în 2007. A fost prefect în Hauts-de-Seine din 2009 până în 2011, în Corse-du-Sud din 2011 până în 2013 și în Bretania din iunie 2013 până în mai 2016.
A fost șeful de cabinet al premierului Bernard Cazeneuve în perioada 4 mai 2016 - 27 aprilie 2017, apoi, pentru scurt timp, prefect al Île-de-France în aprilie-mai 2017. La 14 mai 2017, a fost numit de președintele Emmanuel Macron șef de cabinet.
Strzoda este ofițer al Legiunii de onoare și al Ordinul Meritului Agricol, cavaler al Ordinul Palmelor Academice și comandant al Ordinului Național de Merit.